# Ilxıdağ
Ilxıdağ (azerbajdzjanska: İlxıdağ; tidigare ryska: Ильхыдаг: Ilchydag) är ett berg i Azerbajdzjan.   Det ligger i distriktet Apsjeron, i den östra delen av landet, 40 km nordväst om huvudstaden Baku. Toppen på Ilxıdağ är 336 meter över havet, eller 174 meter över den omgivande terrängen. Bredden vid basen är 2,8 km.
Terrängen runt Ilxıdağ är kuperad åt nordväst, men åt sydost är den platt.  Runt Ilxıdağ är det ganska tätbefolkat, med 56 invånare per kvadratkilometer.. Närmaste större samhälle är Sumgait, 16,1 km öster om İlxıdağ. 
Omgivningarna runt Ilxıdağ är i huvudsak ett öppet busklandskap.